# Let's Be Cops
Let's Be Cops (Brasil: Tiras, Só que Não / Portugal: Armados em Polícias) é um filme americano de ação e comédia. Estrelado por Damon Wayans, Jr. e Jake Johnson com direção e roteiro de Luke Greenfield, que co-escreveu com Nicholas Thomas.

## Sinopse
Ryan e Justin são dois amigos desajustados, mal-sucedidos na vida profissional e pessoal, que resolvem ir a uma festa a fantasia vestidos de policiais. Só que em pouco tempo toda a vizinhança acredita que eles realmente são tiras e os dois viram a sensação do bairro, resolvendo brigas domiciliares, impressionando jovens e conquistando garotas. Mas quando esses falsos heróis encontram policiais de verdade, são obrigados a combater o crime e logo se veem envolvidos com mafiosos e detetives corruptos.

## Elenco
- Damon Wayans, Jr. como Justin Miller
- Jake Johnson como Ryan O'Malley
- Rob Riggle como Segars
- Nina Dobrev como Josie
- Keegan-Michael Key como Pupa
- James D'Arcy como Mossi Kasic
- Andy García como Detetive Brolin
- Jon Lajoie como Todd Connors
- Tom Mardirosian como Georgie
- Natasha Leggero como Annie
- Rebecca Koon como Lydia
- Nelson Bonilla como Pasha
- Jeff Chase como Leka
- Jwaundace Candece como JaQuandae
- Briana Venskus como Precious
- Alec Rayme como Misha
- Ron Caldwell como Ron